# Pape Matar Sarr
Pape Matar Sarr (phát âm tiếng Pháp: [pap matɑʁ sɑʁ]; sinh ngày 14 tháng 9 năm 2002) là một cầu thủ bóng đá chuyên nghiệp người Sénégal hiện đang thi đấu ở vị trí tiền vệ cho câu lạc bộ Premier League Tottenham Hotspur và đội tuyển bóng đá quốc gia Sénégal.

## Sự nghiệp câu lạc bộ

### Metz
Pape Matar Sarr ra mắt chuyên nghiệp với Génération Foot ở quê hương Sénégal, trước khi ký hợp đồng 5 năm với câu lạc bộ Metz tại Ligue 1 vào ngày 15 tháng 9 năm 2020.
Sarr ban đầu được gửi đến chơi cho đội dự bị của Metz ở Championnat National 2, nhưng chỉ ra sân 1 lần trước khi anh ấy được triệu tập trở lại đội một sau khi mùa giải bị tạm dừng do COVID-19 ở Pháp. Anh ra mắt đội một Metz vào ngày 29 tháng 11 năm 2020 trong trận đấu tại Ligue 1 với Brest. Vào ngày 31 tháng 1 năm 2021, Sarr ghi bàn thắng đầu tiên tại Ligue 1 trong trận đấu lượt về, chiến thắng 4–2 trước Brest.

### Tottenham
Vào ngày 27 tháng 8 năm 2021, Sarr ký hợp đồng với câu lạc bộ Tottenham Hotspur. Anh ấy được Metz cho mượn lại cho đến khi kết thúc mùa giải 2021–22. Vào ngày 1 tháng 1 năm 2023, Sarr cuối cùng đã có trận ra mắt tại Giải bóng đá Ngoại hạng Anh được chờ đợi từ lâu khi vào sân thay người ở phút thứ 80 cho Yves Bissouma trong trận thua 0-2 trên sân nhà trước Aston Villa. Kể từ lần đầu tiên ra sân trước Aston Villa, Sarr đã thường xuyên ra sân cho Spurs, hoặc vào sân từ băng ghế dự bị hoặc đá chính như trường hợp thua ở trận derby Bắc London trước Arsenal. Anh có lần đầu đóng góp vào bàn thắng, khi cópha kiến tạo vào ngày 28 tháng 5 năm 2023, trong trận đấu cuối cùng của mùa giải, chiến thắng 4–1 trên sân khách trước Leeds United.

## Sự nghiệp quốc tế
Sarr ra mắt quốc tế cho Sénégal vào ngày 26 tháng 3 năm 2021, trong một trận đấu tại Vòng loại Cúp bóng đá châu Phi 2021 trước Congo. Vào ngày 6 tháng 2 năm 2022, anh đã giành được chức vô địch Cúp bóng đá châu Phi 2021 với Sénégal.
Anh đã được Tổng thống Sénégal, Macky Sall phong làm Đại tướng quân của Quốc sư sau chức vô địch tại Cúp bóng đá châu Phi 2021.

## Thống kê sự nghiệp

### Câu lạc bộ
Tính đến 28 tháng 5 năm 2023
| Câu lạc bộ          | Mùa giải            | Giải đấu                    | Giải đấu | Giải đấu | Cúp  | Cúp | Châu Âu | Châu Âu | Khác | Khác | Tổng cộng | Tổng cộng |
| Câu lạc bộ          | Mùa giải            | Hạng                        | Trận     | Bàn      | Trận | Bàn | Trận    | Bàn     | Trận | Bàn  | Trận      | Bàn       |
| ------------------- | ------------------- | --------------------------- | -------- | -------- | ---- | --- | ------- | ------- | ---- | ---- | --------- | --------- |
| Metz 2              | 2020–21             | Championnat National 2      | 1        | 0        | —    | —   | —       | —       | —    | —    | 1         | 0         |
| Metz                | 2020–21             | Ligue 1                     | 22       | 3        | 3    | 1   | —       | —       | —    | —    | 25        | 4         |
| Metz                | 2021–22             | Ligue 1                     | 33       | 1        | 1    | 0   | —       | —       | —    | —    | 34        | 1         |
| Metz                | Tổng cộng           | Tổng cộng                   | 55       | 4        | 4    | 1   | —       | —       | —    | —    | 59        | 5         |
| Tottenham Hotspur   | 2022–23             | Giải bóng đá Ngoại hạng Anh | 11       | 0        | 2    | 0   | 1       | 0       | 0    | 0    | 14        | 0         |
| Tổng cộng sự nghiệp | Tổng cộng sự nghiệp | Tổng cộng sự nghiệp         | 67       | 4        | 6    | 1   | 1       | 0       | 0    | 0    | 74        | 5         |

1. ↑  Ra sân tại UEFA Champions League

### Quốc tế
Tính đến 29 tháng 1 năm 2024
| Đội tuyển quốc gia | Năm       | Trận | Bàn thắng |
| ------------------ | --------- | ---- | --------- |
| Sénégal            | 2021      | 4    | 0         |
| Sénégal            | 2022      | 8    | 0         |
| Sénégal            | 2023      | 5    | 1         |
| Sénégal            | 2024      | 4    | 0         |
| Tổng cộng          | Tổng cộng | 21   | 1         |

## Danh hiệu
Tottenham Hotspur
- UEFA Europa League: 2024–25[14]

Đội tuyển Senegal
- Africa Cup of Nations: 2021[10]

Cá nhân
- Cầu thủ trẻ của năm: 2022 [15]

Huân chương
- Đại tướng quân của Quốc sư: 2022[11]